# جوکر (فیلم ۲۰۱۶)
جوکر (به انگلیسی: Joker) یک فیلم سینمایی هندی به کارگردانی و نویسندگی راجو موروگان در سبک طنز سیاسی به زبان تامیلی محصول سال ۲۰۱۶ است.
جوکر در ۱۲ اوت ۲۰۱۶ اکران شد و مورد تحسین منتقدان قرار گرفت از جمله تعریف و تمجید از فیلمنامه و بازیگری. در شصت و چهارمین دوره جوایز ملی فیلم، این فیلم دو جایزه از جمله بهترین فیلم بلند - تامیل را به دست آورد. این فیلم چندین نامزدی جوایز زیادی را به دست آورد و به محبوبیت زیادی رسید.